# Tyrebetvingeren
Tyrebetvingeren (originaltitel Thundering Hoofs) er en amerikansk stumfilm fra 1924 instrueret af Albert S. Rogell.

## Medvirkende
- Fred Thomson som Dave Marshall
- Ann May som Carmelita Estrada
- William Lowery som Luke Severn
- Fred Huntley som John Marshall
- Charles Hill Mailes som Don Juan Estrada
- Charles De Ravenne som Don Carlos Estrada
- Carrie Clark Ward som Duenna
- Willie Fung